# Maculonaclia agatha
Maculonaclia agatha är en fjärilsart som beskrevs av Charles Oberthür 1893. Maculonaclia agatha ingår i släktet Maculonaclia och familjen björnspinnare. Inga underarter finns listade i Catalogue of Life.